# Szent Joachim

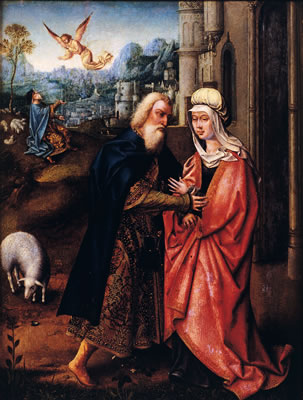
Szent Joachim és Szent Anna képmása Funchalban, az Egyházművészeti Múzeumban

Szent Joachim a legenda és a katolikus egyház szerint Szűz Mária édesapja volt.
Az Újszövetség semmit nem mond Szűz Mária szüleiről. Egy 2. századi apokrif szerint Mária édesanyja Anna (jelentése: kegyelemmel áldott), apja pedig Joachim (Isten megvigasztal) volt.

## Élete
A legenda szerint Joachim Názáretben vette feleségül a hozzá hasonlóan Júda nemzetségéből és Dávid házából származott Annát. Már húsz éve éltek együtt, de gyermekük nem született. Ekkor három részre osztották a vagyonukat: egy részt maguknak tartottak meg, a másik részt a templomnak és a papoknak adták, a harmadik részt pedig szétosztották a szegények között.
Gyermektelenségük fájdalmát tovább fokozta, hogy amikor a templomszentelés ünnepére fölmentek Jeruzsálembe, és Joachim áldozati ajándékot akart felajánlani, egy Iszakár nevű pap visszautasította azzal, hogy bűnös kézből nem fogad el ajándékot – Joachim házasságának terméketlenségét ugyanis bűnössége nyilvánvaló jelének látta.
Joachimot ez a megszégyenítés olyan érzékenyen érintette, hogy hazatérve elhatározta: nem marad többé a városban, hanem elbujdosik az erdőkbe és a mezőre a pásztorok közé. És így is tett, de nem sokkal később megjelent neki Isten angyala, és megvigasztalta. Megígérte neki, hogy imádságaiért és alamizsnáiért Anna gyermeket szül, mégpedig egy leányt, akit majd Máriának kell nevezniük. Az angyal azt is megmondta, hogy a gyermek fogantatásától fogva telve lesz Szentlélekkel. Szava igazolására azt adta, hogy Joachim menjen föl Jeruzsálembe hálát adni Istennek, és a templomban, az Aranykapunál találkozni fog a feleségével, akit ugyanígy angyali jelenés indít arra, hogy a templomba menjen. Úgy is történt, Joachim és Anna  találkoztak az Aranykapunál, boldogan elmondták egymásnak a látomásukat, majd hálát adván Istennek visszatértek otthonukba, Názáretbe.
Anna az ígéret szerint fogant, és megszülte a kislányt, akit Máriának neveztek el. Joachim ezután nem sokkal meghalt.

## Tisztelete
Szent Joachimot:
- 1584-től március 20-án,
- 1738-tól a Nagyboldogasszony oktávája utáni vasárnapon,
- 1913-tól augusztus 16-án ünnepelték.
- 1969-ben tiszteletének napját július 26-ra, Szent Anna halálának és tiszteletének napjára tették.

Szent Joachimot és Szent Annát együtt a család és kiváltképp a nagyszülők védőszentjeinek tekintik.
Magyarországon négy temploma áll – ezek közül kettőt, a mélykútit és a nyárádit Szent Joachim, míg a hernádnémetit és az ófehértóit mindkét szent pártfogására „bízták”.